# محمد علي عبد الرحمن
محمد علي عبد الرحمن (بالإنجليزية: Muhammad-Ali Abdur-Rahkman)‏ مواليد 1 سبتمبر 1994 في ألينتاون، هو لاعب كرة سلة أمريكي. بدأ مسيرته الاحترافية في سنة 2018. يلعب مع كانتون شارج في دوري الرابطة الوطنية لفئة التطوير في مركز الهجوم الخلفي. يحمل الرقم 12. يبلغ طوله 6 قدم 4 بوصة (1.9 م).

## المسيرة المهنية

### نادي كانتون شارج (2018–الوقت الحاضر)
قبل المشاركة في الدوري الأميركي للمحترفين عام 2018، كان عبد الرحمن قادراً على العمل مع فريق واحد بسبب كسر في القدم. في 4 أكتوبر عام 2018، وقع مع نادي كانتون شارج الذي يلعب في دوري الرابطة الوطنية لفئة التطوير. وساهم في تسجيل سبعة نقاط وثلاثة متابعات وتمريرتين حاسمتين في افتتاح الموسم في 3 نوفمبر ضد فريق ويسكونسن هيرد.

## روابط خارجية
- محمد علي عبد الرحمن على موقع الدوري الإسباني لكرة السلة (الإسبانية)
- محمد علي عبد الرحمن على موقع كرة السلة الأوروبية.كوم (الإنجليزية)
- محمد علي عبد الرحمن على موقع كلية كرة السلة في سبورتس رفرنس.كوم (الإنجليزية)
- محمد علي عبد الرحمن على موقع ريلجم (الإنجليزية)
- محمد علي عبد الرحمن على موقع بروبوليرز (الإنجليزية)
- محمد علي عبد الرحمن على موقع سبورتس رفرنس (الإنجليزية)
- محمد علي عبد الرحمن على موقع سبورتس رفرنس (الإنجليزية)